# Mistrzostwa Azji w Biegach Przełajowych 1997
4. Mistrzostwa Azji w Biegach Przełajowych – zawody lekkoatletyczne w przełajach, które odbyły się w połowie lutego 1997 w Chibie w Japonii.

## Rezultaty

### Seniorzy
| Konkurencja:     | Złoto                  | Wynik   | Srebro          | Wynik   | Brąz         | Wynik   |
| Bieg mężczyzn    | Saad Shaddad Al-Asmari | 37:04   | Jafar Babakhani | 37:06   | Osamu Nara   | 37:11   |
| Drużyna mężczyzn | Arabia Saudyjska       | 17 pkt. | Iran            | 21 pkt. | Japonia      | 21 pkt. |
| Bieg kobiet      | Chiemi Takahashi       | 19:59   | Yang Siyu       | 20:17   | Sachie Ozaki | 20:17   |
| Drużyna kobiet   | Japonia                | 8 pkt.  | Chiny           | 13 pkt. | Indie        | 24 pkt. |

### Juniorzy
| Konkurencja:          | Złoto             | Wynik   | Srebro           | Wynik   | Brąz              | Wynik   |
| Bieg na 8 km mężczyzn | Mohamed Al-Shinan | 25:07   | Shinichiro Okuda | 25:08   | Yoshitaka Iwamizu | 25:21   |
| Drużyna mężczyzn      | Japonia           | 10 pkt. | Arabia Saudyjska | 12 pkt. | Chiny             | 40 pkt. |
| Bieg kobiet           | Kumiko Hiyama     | 12:58   | Emiko Kojima     | 12:59   | Yuko Manabe       | 13:17   |
| Drużyna kobiet        | Japonia           | 6 pkt.  | Chiny            | 18 pkt. | Korea Południowa  | 31 pkt. |